# Una irata sensazione di peggioramento
Una irata sensazione di peggioramento è l'ultimo romanzo dello scrittore e sociologo italiano Ottiero Ottieri, pubblicato per la prima volta nel 2002 presso la casa editrice Guanda.

## Trama
Il romanzo è incentrato sulle vicende dello scrittore Pietro Mura, alter ego di Ottieri stesso, che alcolizzato e depresso si sposta tra Torino e Milano in cerca di una cura forse impossibile.
La voce narrante dello scrittore analizza in maniera spietata la realtà che ci circonda, attaccando in maniera via via più aspra la situazione politica italiana, la mediocrità di chi governa, la banalità stordente della televisione e lo scadimento culturale del paese.

## Riferimenti
Il titolo del libro fa riferimento alla canzone "Irata" dei CSI, dall'album "Linea Gotica" del 1996, nel cui testo, scritto da Giovanni Lindo Ferretti, viene pronunciata la frase "per una irata sensazione di peggioramento". A sua volta il verso di Ferretti è una citazione, con una piccola modifica, di una frase tratta da Il partigiano Johnny di Beppe Fenoglio: "ma senza sollievo, con un’irosa sensazione di peggioramento", come altre parti del testo della canzone.

## Edizioni
- Ottiero Ottieri, Una irata sensazione di peggioramento, Guanda, 2002,  pp. 192, ISBN 978-88-8246-485-1.